# تسويق متعدد القنوات
التسويق متعدد القنوات هو التسويق باستخدام العديد من قنوات التسويق المختلفة للوصول إلى العملاء. وبهذا المعنى، قد تكون القناة متجر بيعٍ بالتجزئة أو موقعًا على شبكة الإنترنت أو دليل (كتالوج) شراء بالبريد أو اتصالاتٍ شخصية مباشرة عن طريق البريد العادي أو البريد الإلكتروني أو الرسائل النصية. وتهدف الشركات التي تقوم بالتسويق إلى أن تسهّل على المستهلك عملية الشراء بالطريقة الأنسب أيًا كانت. ولضمان فعاليته، يحتاج التسويق متعدد القنوات إلى دعم من نظم إدارة سلسلة إمداد جيدة، بحيث تكون تفاصيل السلع المعروضة وأسعارها متناسقةً عبر القنوات المختلفة. وقد يدعمه أيضًا تحليلات مفصلة للعائد الاستثماري من كل قناة مختلفة، محسوبًا من حيث مدى تلبية متطلبات العملاء وتحويل المبيعات. تستهدف بعض الشركات قنوات معينة في قطاعات سكانية مختلفة من السوق أو من طبقات اجتماعية واقتصادية مختلفة من المستهلكين.
يتيح التسويق متعدد القنوات لتجار التجزئة الوصول إلى عملائهم المحتملين أو الحاليين في القناة التي تروق لهم.

## كتابات أخرى
- Kock, Stefan (2010): "Chancen und Risiken von Brick&Click: Multi-Channel-Marketing im Bekleidungseinzelhandel", Germany, Igel Verlag, ISBN 3-86815-280-6 - book website نسخة محفوظة 15 مايو 2021 على موقع واي باك مشين.